# Marquesà del nord
El marquesà del nord és una llengua austronèsia parlada a les illes del nord-oest de l'arxipèlag de les Illes Marqueses, a la Polinèsia Francesa. És una llengua que forma part de la família de llengües polinèsies, dins el subgrup marquèsic, del qual és una de les llengües nuclears, juntament amb el marquesà del sud. Igualment, el marquesà del nord forma part del reo mā’ohi el grup de llengües parlades a la Polinèsia Francesa que reben aquesta denominació. El marquesà del nord s'originà amb les primeres onades migratòries polinèsies que ocuparen les illes Marqueses vers el 300 aC, després d'haver passat per les illes Tuamotu, Tahití i les Illes Cook.